# Жоселін Лагард
Жоселін Лагард (24 квітня 1924 , Папеете, Заморські володіння Франції  — 12 вересня 1979 , Папеете, Заморські володіння Франції ) — корінна жителька острова Таїті у Французькій Полінезії, відома своєю першою і єдиною акторською роллю у фільмі 1966 року «Гаваї», за яку була номінована на премію «Оскар» за найкращу жіночу роль другого плану.

## Біографія
Фільм «Гаваї» був високобюджетною драмою, заснованою на однойменному романі-бестселері Джеймса А. Міченера, який розповідає про білих місіонерів 19-го століття, які принесли християнство жителям острова. ЛаГард була полінезійською жінкою, яка ідеально відповідала фізичним характеристикам головної персонажки фільму. Попри те, що вона ніколи раніше не знімалася в кіно і не могла говорити англійською (вільно розмовляла лише таїтянською та французькою), її найняли в Mirisch Productions і дали педагога, який фонетично навчив її вести діалог своєї персонажки.
У фільмі Лагард втілила королеву Алії Нуї племені Мауї Малама з Гавайського королівства. В оточенні акторського складу голлівудських зірок Лагард, маючи автентичне обличчя та 136-кілограмову вагу, одержала визнання не тільки аудиторії, але й професійних кіномитців. Академія кінематографічних мистецтв і наук номінувала її на премію Оскар за найкращу жіночу роль другого плану, єдину виконавицю у фільмі, номіновану на цю нагороду. Вона стала першою людиною з корінного населення, коли-небудь номінованою на премію Оскар. На сьогодні Лагард залишається єдиною акторкою, коли-небудь номінованою на Оскар за її єдину роль у фільмі. Кілька інших акторів були номіновані, деякі успішно, за свої дебютні фільми, але всі вони продовжили зніматись в інших фільмах. «Оскара» вона так і не отримала, натомість Голлівудська асоціація іноземної преси визнала її лауреаткою премії «Золотий глобус» за найкращу жіночу роль другого плану.
Після фільму «Гаваї» Лагард більше не знімалася і прожила решту життя на Таїті, де й померла у 56 років у своєму будинку в Папеете на Таїті у 1979 році, без відомостей про причину смерті.

## Фільмографія
- 1966 — Гаваї — Королева Малама

## Нагороди
- 1966 — «Золотий глобус» — «Найкраща акторка другого плану в кінофільмах» («Гаваї»)